# Boloria hyperborea
Boloria hyperborea är en fjärilsart som beskrevs av Lingonblad 1947. Boloria hyperborea ingår i släktet Boloria och familjen praktfjärilar. Inga underarter finns listade i Catalogue of Life.